# Chiesa di San Giuseppe ai Prati
La chiesa di San Giuseppe ai Prati, a volte chiamata anche di San Giuseppe Calasanzio ai Prati, è una chiesa di Roma, situata in via Pietro Cavallini, nel rione Prati, nei pressi di piazza Cavour. È dedicata a san Giuseppe Calasanzio e dipende dalla parrocchia del Sacro Cuore di Gesù.

## Storia
La chiesa fu progettata da Andrea e Carlo Busiri Vici e costruita nel 1888 per le Suore calasanziane.
Nel 1910, il complesso fu venduto alla neonata Pontificia Università Polacca (Polski Papieski Instytut Kościelny), una struttura dedicata alla formazione dei sacerdoti polacchi; la chiesa rimane parte del complesso, ma come chiesa parrocchiale e non come cappella privata riservata.

## Esterno
La piccola facciata, in sottili mattoni di un colore leggermente violaceo, è innestata su un edificio molto più grande e più ampio dipinto in colore giallo ocra.
L'ingresso, piuttosto ornato, è composto da un portale in marmo decorato da una vite scolpita. 
Sopra al portale c'è una piccola edicola aggettante, composta da tre archi in mattoni sostenuti da quattro colonnine di marmo con capitelli che ricordano corinzi; quello centrale è più alto. Queste colonne sono supportate da mensole, montate appena sopra l'architrave. Sopra gli archi c'è un cornicione in pietra che poggia su piccole mensole. L'edicola è decorata con un mosaico che raffigura il patriarca Giuseppe che tiene il Gesù bambino ed è venerato da due angeli.
Sopra l'ingresso, la facciata non è altro che un muro di mattoni, su cui stacca un rosone decorato con una cornice dentellata e con aperture, nella pietra, a forma di croce. In altro la facciata è chiusa da un cornicione orizzontale anch'esso ornato da dentelli, sorretti da una fila di archetti in mattoni posti su piccole mensole di pietra.
Ai lati della sezione centrale della facciata le sezioni laterali arrivano all'altezza del rosone. A differenza della sezione principale, sono segati da un marcapiano che li divida in due piani. Il primo piano è fiancheggiato da due pilastri in mattoni che sorreggono un cornicione dentellato e fiancheggiano una finestra a tutto sesto decorata da un arco in pietra dentellata. Anche il secondo piano, meno alto della sezione centrale, ha due pilastri che sorreggono un cornicione nello stesso stile del cornicione della sezione centrale; i pilastri fiancheggiano due piccole bifore, con una colonna in marmo.